# Исток Днепра
Исток Днепра — место начала реки Днепр. Находится в Сычёвском районе Смоленской области.

## Местонахождение
Исток расположен в урочище Рождество (Аксенинский мох) Сычёвского района Смоленской области в 5 километрах северо-западнее деревни Бочарово и в 1,9 километра юго-восточнее бывшей деревни Дудкино. Он представляет собой слабенький ручеёк Днепрец, который пробивается из болотистой почвы (вытекая из болота Мшара) на краю леса (в лесном массиве Оковский лес) близ деревни Клецевой, на одном из наиболее возвышенных пунктов на южном склоне Валдайского плоскогорья. Прямо над ключом возведена деревянная часовня. Рядом стоят два поклонных креста. У истока установлена табличка с надписью «Тут начинается Днепр», а также деревянные резные ворота.

## История
Первое упоминание о начале Днепра и истоках Западной Двины и Волги содержится в старейшей русской летописи «Повесть временных лет» (XII века): «Днепр же вытекает из Оковского леса и течёт на юг, а Двина из того же леса течёт, а идёт на север и впадает в море Варяжское. Из того же леса течёт Волга на восток и впадает семьюдесятью рукавами в море Хвалисское».
В середине 1970-х годов прошлого века у истока реки Днепр установили привезенный из Белоруссии резной сруб колодца, посадили сибирские кедры и сосны. Рядом установили деревянный крест и заложили камень, напоминающий о том, что в 1941 году 119-я Красноярская дивизия вела кровопролитные бои с немецко-фашистскими захватчиками.
В июле 2010 года здесь была построена часовня, а на праздник Крещения Руси сюда впервые пришёл крестный ход из Киева, с частицей святых мощей Владимира Великого. С тех пор крестный ход на истоке Днепра стал традиционным для РПЦ.

## Достопримечательности

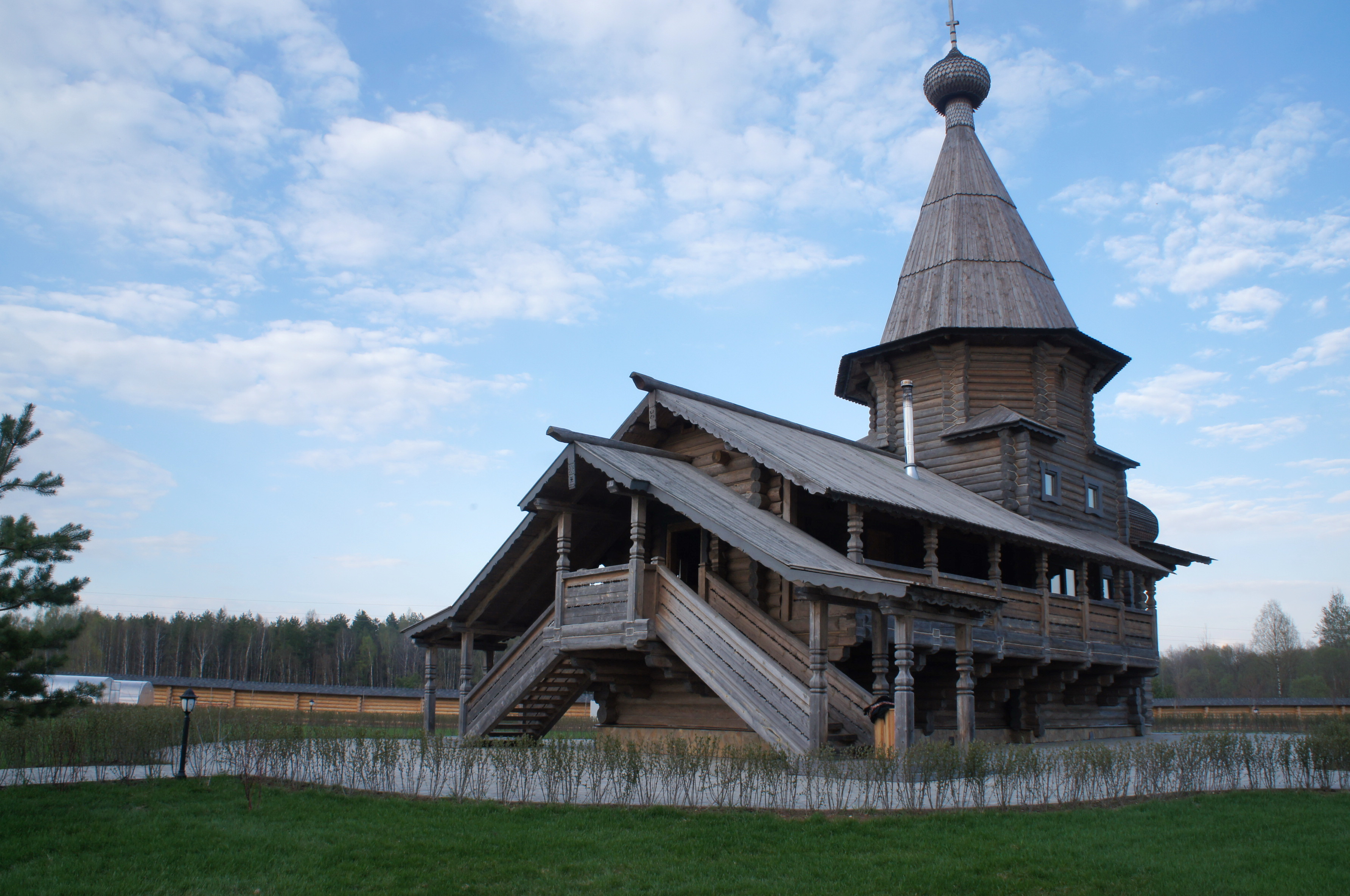
Свято-Владимирский монастырь у истока Днепра

В 2015 году на истоке Днепра освятили Владимирский храм мужского монастыря, возвели братские корпуса, облагородили территорию и источник с купелью.
Князе-Владимирская церковь сегодня является одним из лучших образцов современного деревянного зодчества.
Недалеко от истока находится старинная Шереметьевская усадьба в селе Высокое.

## Традиции
Ежегодно в июле в Сычёвском районе Смоленской области проходит праздник «У Святого истока Днепра», посвященный Дню Крещения Руси. Проходит он на территории Свято-Владимирского мужского монастыря и на истоке реки Днепр; тысячи людей приезжают сюда, чтобы посетить это символичное место в день Крещения Руси на истоке Днепра — летнего праздника, соединяющего в себе духовность, культурные традиции, любовь к родной природе.
В рамках торжества совершается божественная литургия, крестный ход к истоку Днепра, устраивается праздничный концерт. Здесь же работает ярмарка «Город мастеров» — выставка умельцев декоративно-прикладного творчества, торговые палатки с сувенирами, изделиями народных умельцев, продуктами питания. На площадке организуются фотовыставки, конкурсы, викторины, «славянские игры» и мастер-классы мастеров народного творчества.

## Галерея

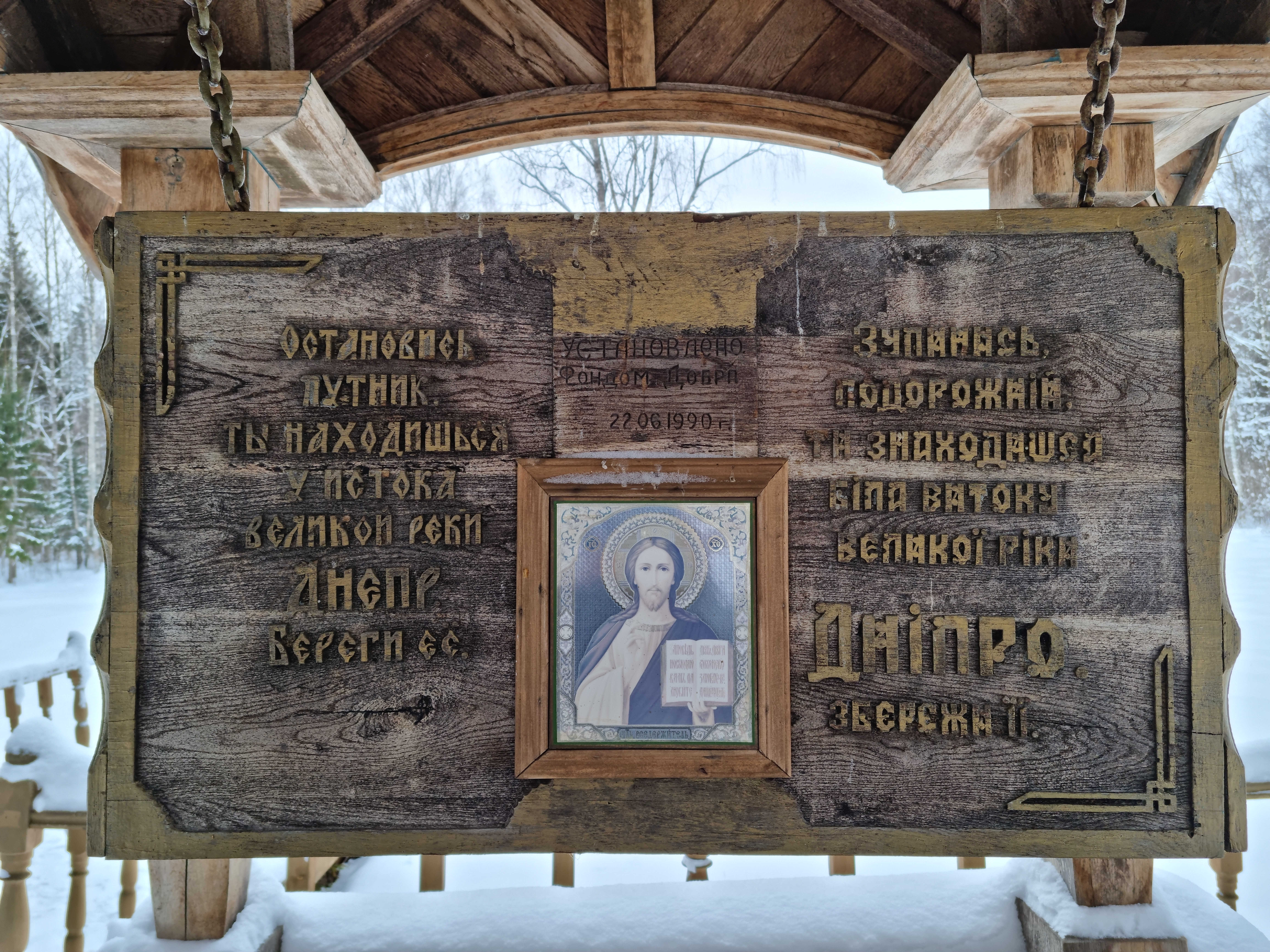
Памятная табличка у колодца
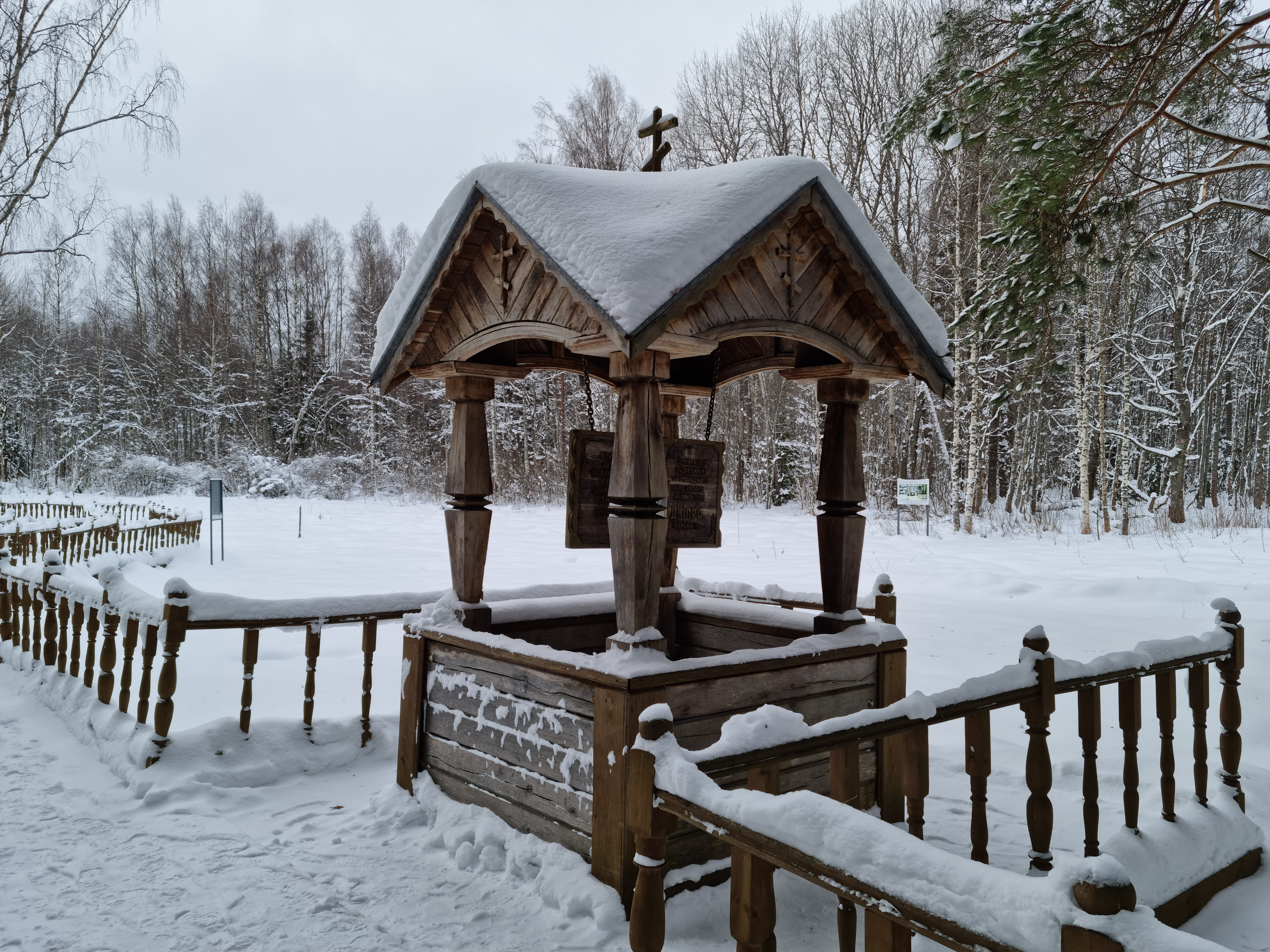
Колодец
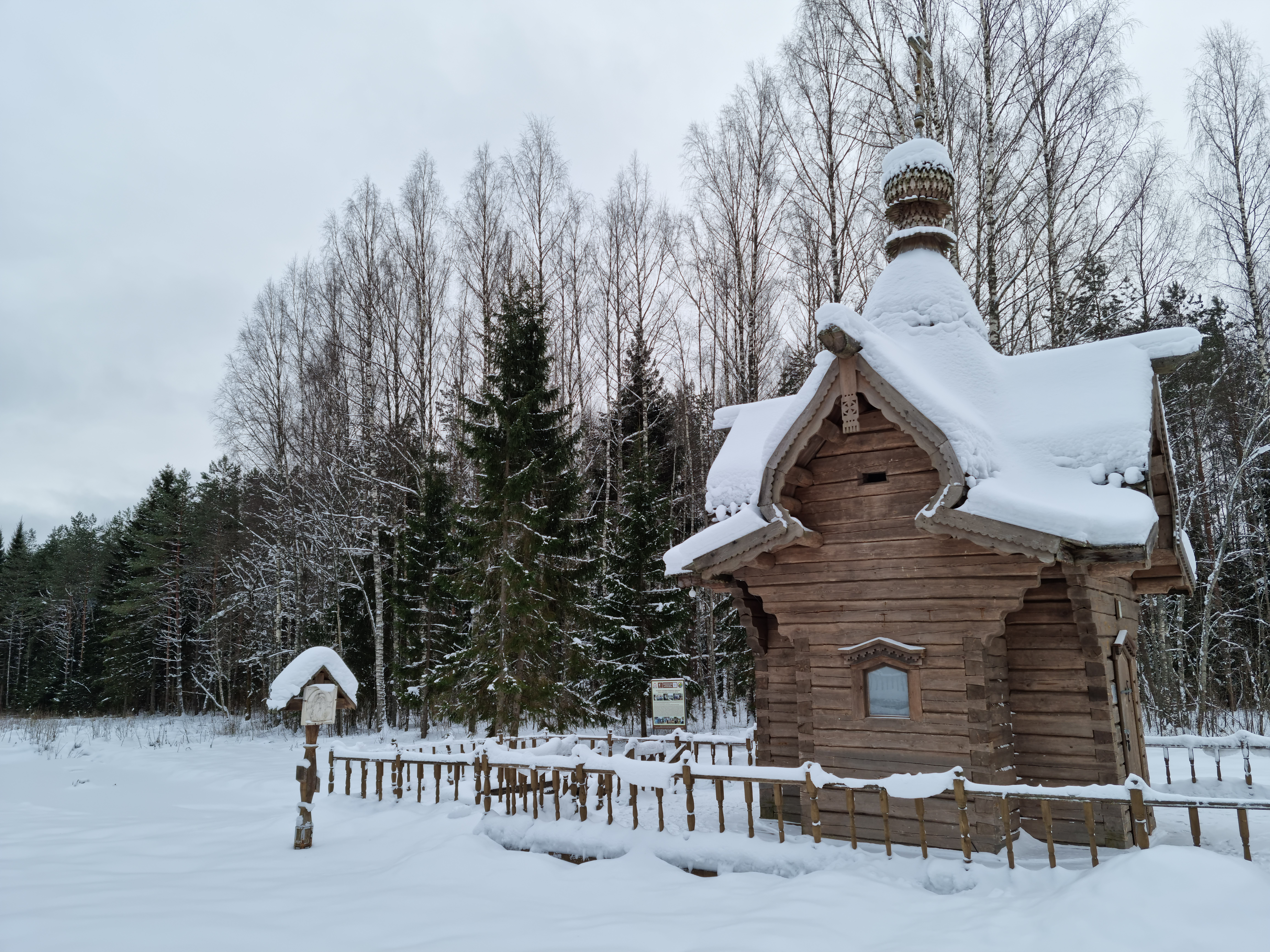
Часовня